# Аполлинарий Равеннский
Аполлинарий Равеннский (греч. Απολλινάριος της Ραβένας; ?, Антиохия — 75, Равенна) — христианский святой, бывший по преданию первым епископом города Равенна. Почитается в лике священномучеников, память совершается в Православной церкви 23 июля (по юлианскому календарю), в Католической церкви 20 июля. Первое житие святого Аполлинария было написано равеннским епископом Мавром в середине VII века.

## Жизнеописание
Согласно житию, Аполлинарий был уроженцем Антиохии и вместе с апостолом Петром прибыв в Рим, где участвовал в проповеди христианства, а затем был рукоположён в епископы и направлен в Равенну. Придя в город как странник, он поселился у местного воина Иринея и исцелением его слепого сына привлёк к себе внимание горожан. После исцеления жены трибуна он устроил в его доме церковь, совершал богослужения и крестил горожан. Житие сообщает, что за первые 12 лет своего пребывания в городе Аполлинарий рукоположил для равеннской церкви двух пресвитеров и диаконов, а также шесть прочих клириков.
Когда христианская община увеличилась, об Аполлинарии доложили правителю города Сатурнину, который вызвал его к себе и вместе со жрецами равеннского Капитолия попытался склонить его поклониться статуе Зевса. За отказ он был подвергнут истязанию:

…нечестивые преисполнились гнева и ярости, сильно избили святого, а затем, привязав веревкой за ноги, вытащили его за город и бросили на морском берегу, как мертвого; святого Аполлинария, едва живого, взяли его ученики и укрыли в доме одной вдовы, верующей во Христа, и заботились о нём.
— Димитрий Ростовский. Жития святых, 23 июля
Аполлинарий продолжил свою проповедь, за что неоднократно подвергался преследованиям местных язычников. Христианская община построила небольшую церковь за пределами города на берегу моря, там Аполлинарий совершал литургию и крещения. Через несколько лет он был изгнан из города и некоторое время проповедовал на территории провинции Эмилия, а затем вернулся в Равенну. В житие содержится рассказ о его вторичном изгнании и чудесном спасении во время бури по дороге в Иллирик.
Аполлинарий принял мученическую смерть при императоре Веспасиане после более чем 28 лет управления равеннской церковью. По приказанию правителя города Демосфена он был отдан под стражу, но сотник, будучи тайным христианином, отпустил его ночью из города:

Когда же святой вышел, некоторые из почитателей идолов, узнав о том, поспешили вслед за ним и, настигши его на пути, били его и рубили мечами, пока не показалось им, что он умер; тогда, оставив его, удалились.

Когда наступил день, пришли ученики и нашли святого едва дышавшим и, взяв его, принесли в селение к больным, где он прожил семь дней.
— Димитрий Ростовский. Жития святых, 23 июля
Аполлинарий скончался 23 июля 75 года и был похоронен местными христианами в Классе, портовой части города. После обретения мощей над могилой святого во второй четверти VI века была построена базилика Сант-Аполлинаре-ин-Классе в крипте которой и были положены мощи. В 856 году они были перенесены в базилику Сант-Аполлинаре-Нуово, а в 1748 году были возвращены в Сант-Аполлинаре-ин-Классе и помещены в главный престол.
В V—VI веках почитание святого Аполлинария распространилось по Италии, а к X веку по всей Европе. Имя святого упоминается в православных месяцесловах греческого происхождения с IX века (Типикон Великой церкви, Минология Василия II, Синаксарь Константинопольской церкви). На Руси имя Аполлинария содержится уже в древнейших месяцесловах (Остромирово Евангелие (1056—1057 годы), Служебная минея XII века).